# Craugastor bransfordii
Espèce
Synonymes
- Lithodytes bransfordii Cope, 1886
- Microbatrachylus rearki Taylor, 1952
- Microbatrachylus costaricensis Taylor, 1952
- Eleutherodactylus bransfordii (Cope, 1885)

Statut de conservation UICN

 LC  : Préoccupation mineure
Craugastor bransfordii est une espèce d'amphibiens de la famille des Craugastoridae.

## Répartition
Cette espèce se rencontre de 60 à 800 m d'altitude dans l'extrême Est du Honduras, dans l'est du Nicaragua et dans le nord du Costa Rica.

## Étymologie
Cette espèce est nommée en l'honneur de John Francis Bransford.

## Publication originale
- Cope, 1886 : Thirteenth Contribution to the Herpetology of Tropical America. Proceedings of the American Philosophical Society, vol. 23, no 122, p. 271-287 (texte intégral).